# Seven Oops
7!! Seven oops  (セブンウップス, Sebunuppusu), es una banda japonesa de J-Pop, Se formó en la ciudad de Okinawa en el 2004, actualmente pertenece al sello discográfico EPIC Record Japan, con el cual debutó en 2011 con el sencillo 'Fallin' Love[フォーリン・ラブ]'. Seven oops está integrada por Nanae (vocalista), Maiko (batería), Michiru (guitarra) Y Keita (bajo). Cabe destacar que los cuatro integrantes de la agrupación son capaces de escribir y componer canciones.
Ellos recibieron el gran premio "Mitsuya Cider CM Audition" (en la sección de bandas) en el 2005, y su canción original, "Sun Light", fue utilizada para Mitsuya Cider, la cual solo salió al aire en Okinawa, otra de sus canciones es  "愛のしるし, Ai no shirushi ", que es un cover de la canción del grupo también japonés Puffy AmiYumi de 1998. El 29 de junio de 2011 salió a la venta el sencillo llamado "Lovers" [ラヴァーズ],  el cual fue el opening de la serie de anime Naruto Shippuden, además este sencillo contenía el tema "Primitive power" [プリミティヴ・パワー] que fue uno de los openings de Naruto Shounen-Hen. El 10 de diciembre se anunció en la web oficial de Naruto Shippuden que la banda estaría haciendo el ending 24 llamado "Sayonara Memory" 「さよならメモリー」 que es su proximó sencillo a lanzarse el 20 de febrero de 2013.
El tercer sencillo de la banda "Bye Bye" [バイバイ], fue elegido como el opening del anime Kimi to Boku, así también el tema "Orange" [オレンジ] fue elegido como el segundo ending del anime Shigatsu wa Kimi no Uso.

## Integrantes
- NANAE  - (15 de marzo de 1988)(vocalista)
- MAIKO -  (15 de marzo de 1988) (batería)
- MICHIRU -  (8 de octubre de 1987) (guitarra)
- KEITA -  (7 de enero de 1988) (bajo)

## Discografía

### Sencillos
| #  | Sencillo                                                             | Lanzamiento             |
| -- | -------------------------------------------------------------------- | ----------------------- |
| 1  | Fallin' Love (フォーリン・ラブ?)                                     | 13 de abril de 2011     |
| 2  | Lovers (ラヴァーズ?)                                                 | 29 de junio de 2011     |
| 3  | Bye Bye (バイバイー?)                                                | 2 de noviembre de 2011  |
| 4  | Sweet Drive (スウィート・ドライヴ?)                                  | 22 de agosto de 2012    |
| 5  | Sayonara Memory (さよならメモリー?)                                  | 20 de febrero de 2013   |
| 6  | ReRe Hello ~Owaresou ni nai Natsu~ (ReReハロ～終われそうにない夏～?) | 14 de agosto de 2013    |
| 7  | Kono Hiroi Sora no Shita de (この広い空の下で?)                      | 15 de enero de 2014     |
| 8  | Melody Maker (メロディ・メーカー?)                                   | 21 de mayo de 2014      |
| 9  | Start Line (スタートライン?)                                         | 30 de julio de 2014     |
| 10 | Orange (オレンジ?)                                                   | 11 de febrero de 2015   |
| 11 | Centimeter (センチメーター?)                                         | 21 de octubre de 2015   |
| 12 | Fly / Sekai Wo Mawase!! (Fly/世界を回せ!!?)                          | 24 de agosto de 2016    |
| 13 | Kimi ga Iru Nara (きみがいるなら?)                                   | 23 de noviembre de 2016 |

### Álbum
| # | Álbum                                 | Lanzamiento          |
| - | ------------------------------------- | -------------------- |
| 1 | Doki Doki (ドキドキ?)                 | 6 de marzo de 2013   |
| 2 | Start Line (スタートライン?)          | 13 de agosto de 2014 |
| 3 | Setsuna Emotion (セツナエモーション?) | 8 de febrero de 2017 |

### Álbumes recopilatios
| # | Álbum                | Lanzamiento        |
| - | -------------------- | ------------------ |
| 1 | Anipps (アニップス?) | 9 de marzo de 2016 |